# Furitsu Katsumi
 Furitsu Katsumi (振津 かつみ) sinh năm 1959 là người Nhật hoạt động chống năng lượng hạt nhân, đã đoạt Giải Tương lai phi hạt nhân năm 2012. Furitsu Katsumi đậu bằng tiến sĩ ngành di truyền học y khoa (medical genetics) và Sinh học phóng xạ (radiobiology) ở Đại học Osaka, Nhật Bản. Hiện nay bà làm việc ở Phân khoa Di truyền học của "Trường Y học Hyogo" (Hyogo College of Medicine).

## Hoạt động
Ngay từ năm 1980, khi còn là sinh viên, bà đã tham gia hoạt động trong các phong trào hòa bình và phong trào chống hạt nhân, giúp đỡ các nạn nhân bị phóng xạ. Từ năm 1986 tới năm 2000, Furitsu là thành viên của "Ủy ban điều tra những người sống sót qua trận bom nguyên tử" (Investigation committee of A-bomb survivors) tại "Bệnh viện Hannan Chuo" của Osaka.
Hàng năm bà đều viếng thăm khu vực Thảm họa Chernobyl và là người sáng lập Tổ chức "Chernobyl Relief Group of Kansai" của Osaka. Năm 1992, Katsumi Furitsu tham dự World Uranium Hearing ở Salzburg, Áo. Năm 1996, bà làm chứng trước "Permanent People’s Tribunal, Chernobyl Session" ở Vienne, Áo. Từ năm 2004 bà là thành viên của Liên minh quốc tế cấm vũ khí urani (International Coalition to Ban Uranium Weapons). Bà thường xuyên thăm viếng những khu vực bị phóng xạ và những nơi bị ảnh hưởng của "dây chuyền cung cấp hạt nhân" (nuclear supply chain), trong đó có các nơi khai thác mỏ urani ở vùng đất dân thổ cư tại Hoa Kỳ, khu vực Nơi thử hạt nhân Nevada, và Khu vực Hanford bị ô nhiễm. Ngoài ra bà cũng giúp những người bị ảnh hưởng sức khỏe bởi Sự cố nhà máy điện Fukushima I.

## Giải thưởng
- Giải Tương lai phi hạt nhân năm 2012.